# Bodog
Bodog es una empresa de entretenimiento formada en 1994 por el empresario canadiense Calvin Ayre. Inicialmente asociada con las apuestas en línea, la marca ha expandido sus servicios hasta incluir producción de música y televisión. La filial Bodog Records ha producido álbumes para algunos artistas reconocidos, de los que destacan la banda de thrash metal estadounidense Overkill.

## Historia
Bodog fue fundado en 1994 por el empresario Calvin Ayre. En 2017 la marca decide expandirse a América Latina con foco principalmente en Brasil y México, dos de los mercados más grandes de la región.
Luego de establecerse en ambos países, Bodog amplió su influencia a otras regiones del continente, ganando más popularidad y conquistando otros espacios del mercado. Además de eso, la llegada de la marca a Latinoamérica hizo que se consagrara como la primera empresa de su tipo en la región, ofreciendo un paquete completo de métodos de pago que incluían la criptomoneda, Bitcoin. 
El sitio Bodog está reglamentado y posee licencia otorgada por el gobierno de Curacao.

## Licencia
Las plataformas de apuestas en línea deben realizar esfuerzos para obtener una o múltiples licencias que les permitan operar legalmente en diversas jurisdicciones. En este contexto, Bodog posee la licencia de Curacao eGaming, lo que le habilita para operar de manera legal en los siguientes países:
- América Latina: Argentina, Bolivia, Brasil, Chile, Ecuador, El Salvador, Guatemala, Honduras, México, Nicaragua, Paraguay, Perú y Venezuela.
- Canadá.
- Estados Unidos y Australia

## Póker en línea
Bodog cuenta con un software exclusivo para todos los jugadores de póker, compatible con todos los sistemas operativos de PC. Además, tiene una versión especial para dispositivos móviles en la que los usuarios pueden jugar sin descargar nada. Con torneos diarios y premios garantizados en dólares, los torneos de póker de Bodog ofrecen juegos para todos los niveles y estilos de jugador. En Bodog Poker, los jugadores pueden encontrar mesas rápidas, sistema anti-tracking, mesas simultáneas, apuestas con Bitcoin y mucho más. 
Las modalidades disponibles en Bodog son Texas Hold’em Poker, Omaha Poker y Omaha Hi Low. También hay torneos millonarios con una gran variedad de buy-ins y diversas formas de clasificación.
Bodog además tiene grandes socios en lo que se refiere al mundo del póker; es socio oficial de H2 Club – el mayor club de póker de América Latina –, y del portal SuperPoker, uno de los portales más completos de la región.

## Embajadores
Bodog tuvo como embajador de la marca al famoso futbolista del equipo brasileño Palmeiras, Felipe Melo, el cual estuvo presente en las campañas de televisión y medios digitales del 2019. El Pit Bull, como es conocido popularmente el jugador, protagonizó una serie de tres videos publicitarios que fueron difundidos por diversos canales de televisión de toda la región. 

## Campeonatos patrocinados
Además de participar e incentivar cada vez más a jugadores de póker de toda la región, la marca está presente en algunos de los principales torneos y eventos del mundo de póker. Tal como es el caso del Pan American Poker Tour (PAPT), uno de los principales festivales de póker del mundo. 
En cuanto a los deportes, Bodog está presente en los principales campeonatos de América Latina. La marca ya patrocinó la Copa Sudamericana, la Copa do Nordeste (Brasil), y fue patrocinador oficial de la Copa do Brasil y del Campeonato Paulista.